# Nguyễn Phúc Mỹ Đường
Nguyễn Phước Mỹ Đường (阮福美堂, 1798 - 1849), còn có tên là Nguyễn Phước Đán (阮福旦) là hoàng thân nhà Nguyễn trong lịch sử Việt Nam, là đích trưởng tôn của Hoàng đế Gia Long. Ông đáng lẽ có thể trở thành người nối ngôi chánh thống của vương triều Nguyễn theo quy tắc của Nho giáo nhưng rốt cục để mất vị trí này vào tay người chú là vua Minh Mạng. Mấy năm sau khi tranh chấp trữ vị bất thành, ông bị vu tội tư dâm với mẹ ruột là Tống Thị Quyên, dẫn đến thân bại danh liệt.

## Thân thế và cuộc sống ban đầu
Nguyễn Phúc Đán là đích trưởng tử của Anh Duệ hoàng thái tử Nguyễn Phúc Cảnh, đích trưởng tôn của Hoàng đế Gia Long. Mẹ ruột của ông là Tống Thị Quyên, chưa rõ xuất thân. Ông chào đời vào năm 1798, khi đó Hoàng đế Gia Long vẫn còn xưng là Nguyễn vương cai trị ở Nam Hà. Năm 1801, không lâu trước khi Nguyễn vương tiêu diệt Tây Sơn thống nhất sơn hà, phụ thân của ông là Đông cung Cảnh qua đời vì bệnh đậu mùa khi còn rất trẻ. Bấy giờ công lao ở Hoàng tử Cảnh trong công cuộc trung hưng nhà Nguyễn rất lớn, nên phần nhiều các quan đứng đầu là Nguyễn Văn Thành, quan Tổng trấn Bắc thành đều ủng hộ lập Hoàng tôn Đán kế ngôi đại thống theo đúng nguyên tắc của Nho giáo. Tuy nhiên Hoàng đế Gia Long lại có ý muốn chọn Hoàng tử thứ 4 là Đảm.
Năm 1814, bà nội của Hoàng tôn Đán là Thuận Nguyên hoàng hậu Tống Thị Lan bị bệnh mà mất. Bầy tôi tâu rằng theo lễ chế phải lấy Hoàng tôn Đán đứng chủ tự. Nhưng Gia Long lấy lý do Hoàng tử Đảm từ nhỏ đã được nuôi ở chỗ của Hoàng hậu, nên lấy Đảm chủ tự, bảo rằng:
Hoàng tử từng làm con của hoàng hậu, đã có giấy tờ, nên sai làm chủ tự, việc lớn của nhà nước không nên câu nệ theo lễ đích tôn thừa trọng như nhà thường.
Nguyễn Văn Thành tâu rằng nếu làm thế thì trong văn tế khó dùng lời lẽ xưng hô sao cho hợp, Gia Long bảo rằng
Con theo mệnh cha tế mẹ là việc danh chính ngôn thuận, có gì mà không nên.
Về sau Nguyễn Văn Thành vì ý muốn lập Hoàng tôn mà bị nhà vua ghét bỏ, sau đó dính phải vụ án bài thơ của con trai Nguyễn Văn Thuyên mà phải tự tử. Khoảng tháng 9 năm 1817, Hoàng tôn Đán được nhận phong Ứng Hòa công (應和公), em trai ông là Hoàng tôn Kính được phong làm Thái Bình công. Trước đó vào năm 1815, Hoàng tử Đảm đã được nhận phong làm Hoàng thái tử.
Đầu năm 1820, vua Gia Long băng hà, Thái tử Đảm kế ngôi, tức là vua Minh Mạng. Năm 1823, Minh Mạng ban bài thơ Đế hệ thí và các bài thơ Phiên hệ thí, trong đó Đán đổi tên thành Mỹ Đường, là người đứng đầu đệ nhất chính hệ của Anh Duệ hoàng thái tử, được ban cho một bài thơ để đặt tên lót cho con cháu như sau:
Mỹ Lệ Anh Cường Tráng, Liên Huy Phát Bội Hương, Linh Nghi Hàm Tốn Thuận, Vỹ Vọng Biểu Khiêm Quang.

## Vụ án Mỹ Đường
Năm Minh Mạng thứ 5 (1824), có người tố cáo Mỹ Đường tư dâm với mẹ ruột là bà Tống Thị Quyên. Trong Đại Nam liệt truyện lẫn Đại Nam thực lục đều không cho biết quá trình nghị án diễn ra như thế nào, và liệu đây có phải là một vụ án oan hay không. Sau đó Minh Mạng hạ lệnh cho Lê Văn Duyệt đem Tống thị dìm xuống nước cho chết, giáng Mỹ Đường làm Thứ nhân, buộc phải nộp ấn và dây thao (Thực lục viết rằng Mỹ Đường tự nguyện dâng nộp), con trai con gái biên phụ vào sau sổ họ Tôn thất.
Về vụ án này, tác gia Nguyễn Khắc Thuần trong Việt sử giai thoại có lời bàn rằng
Thời ấy, có hai tội thuộc hàng đại ác không thể tha, ấy là bất trung và thất đức. Bất trung thì con trai trưởng của Hoàng tử Cảnh chẳng có biểu hiện gì, vậy thì Minh Mạng muốn được yên vị trên ngai, ắt phải khép Mỹ Đường vào tột thất đức là thông dâm với mẹ. Ôi, giá mà Mỹ Đường chẳng phải cháu đích tôn của Gia Long thì đời ông sẽ êm thấm biết ngần nào...
Mỹ Đường bị giam lỏng ở nhà riêng, vì thương nhớ các con nên nhiều lần đến thăm. Tháng 2 ÂL năm 1825, có người cho là bỏ trốn, tâu lên với vua. Vua phán rằng
Hành vi của nó còn hơn loài chó lợn, trẫm nghĩ cái tình Anh Duệ Hoàng thái tử nên không nỡ làm tội, nay lại nghe kẻ bậy bạ xui khiến, muốn làm gì chăng?
Rồi sau thị vệ bắt về tra khảo, canh giữ, nhưng sau đó lại tha.

## Thân bại danh liệt
Hai năm sau đó (1826), em trai ông là Mỹ Thùy bị quân lính đạo Dực Chẩn kiện, không rõ là vì việc gì. Khi triều đình chuẩn bị hạch tội thì Mỹ Thùy bất ngờ bị bệnh mà chết, cũng không có con nối dõi. Triều đình Huế lấy con cả của Mỹ Đường là Lệ Chung năm đó mới 10 tuổi tập phong Ứng Hòa hầu để lo việc thờ phượng Anh Duệ Hoàng thái tử, miễn cho việc chầu hầu, cho lương hằng năm 600 quan tiền, 500 phương gạo và cấp cho một đội Dực tráng theo lệ để sai khiến. Năm 1827, các quan bộ Lễ tấu rằng
Từ xa xưa ân lễ ban ra vốn không thể không nghiêm về danh nghĩa, cho nên thánh nhân bàn việc làm chính trị thì trước nhất là việc chính danh, bởi vì có chính danh thì mới nói được. Ưng Hoà là tước hiệu của Mỹ Đường được phong trước kia, từ khi Mỹ Đường phải tội, việc thờ cúng ở nhà thờ Anh Duệ, Thái Bình công (Mỹ Thùy) đã là chủ rồi. Thái Bình không có con, cho nên Lệ Chung là con Mỹ Đường được tập tước. Nay Lệ Chung đã được chủ việc tế tự Anh Duệ thì nên làm người thừa kế Thái Bình công. Còn đối với Mỹ Đường, dẫu con không có lẽ cắt đứt với bố, nhưng sau này, thứ tự Chiêu Mục đã không cần đến, nếu cứ gọi là Ưng Hoà hầu thì hình như người có tội vẫn được truyền tước, mà Thái Bình công là thân phiên lại đến mất danh hiệu. Vậy xin đổi phong làm Thái Bình hầu thì theo nghĩa mới chính.
Vua bèn cải phong Lệ Chung làm Thái Bình hầu, còn Mỹ Đường vẫn là thứ nhân như cũ. Sau này con nuôi của Lê Văn Duyệt là Lê Văn Khôi khi nổi dậy chống lại triều đình Minh Mạng đã lấy danh nghĩa tôn phò hậu duệ của Đông cung Cảnh.
Mùa xuân năm Minh Mạng thứ 14 (1833), phó Tổng tài ở sở Ngọc diệp (gia phả hoàng gia) là bọn Phan Huy Thực, Tôn Thất Bằng tâu nói
Mỹ Đường là con cả Hoàng Thái tử Anh Duệ, trước vì bị tội, các con cái phải phụ lục vào sau cuốn phả Tôn thất. Nay, thiết nghĩ rằng: tội của Mỹ Đường chỉ là tội tự làm hỏng mình, sánh với tội phản nghịch như Phạm Hiệp, Phạm Huệ có khác. Huống chi con là Lê Chung hiện được tập tước để giữ việc thờ cúng ngành Anh Duệ. Ngoài ra, con trai, con gái hắn cũng đều là cháu của Hoàng Thái tử Anh Duệ. Vậy xin cho liệt vào tôn phả, theo thế thứ Hoàng thái tử Anh Duệ, mà bỏ chỗ phụ lục đi. Đến như tên và tự Mỹ Đường trong phả hoàng tử, dưới chỗ chép những chữ "Anh Duệ hoàng thái tử tử nhị" xin chua rõ tội danh để lưu chiểu.
Vua cho lời tâu đó là phải. Tuy nhiên đến mùa đông năm 1837, phủ Tôn nhân và bộ Lễ lại tâu nói tội ác của Mỹ Đường rất nặng, không thể lưu tên con trai con gái ở chỗ tôn phả nữa. Trừ Lệ Chung được cho miễn nghị vì để giữ việc tế tự cho Đông cung Cảnh, còn những người con khác là Lệ Ngân, Thị Vân, Thị Dao đều bị truất làm Thứ nhân, tước bỏ tên trong sổ tông thất.
Năm 1839, phong Lệ Chung làm Cảm Hóa hầu. Năm 1848, Đại học sĩ điện Đông Các là Vũ Xuân Cẩn dâng biểu nói về công lao của Thuận Nguyên hoàng hậu và Anh Duệ thái tử, mà tội của Mỹ Đường chỉ là làm mất luân thường của bản thân mà thôi, và tâu xin tấn phong cho Lệ Chung và cấp lương bổng hằng tháng cho Mỹ Đường. Vua Tự Đức chuẩn theo, sau đó cho tuân theo việc năm thứ 14 Minh Mạng, phục lại tên con cháu Mỹ Đường trong sổ tông thất và cấp cho lương bổng hàng tháng.
Năm 1849, thứ nhân Mỹ Đường qua đời, hưởng dương được 52 tuổi. Gặp khi đó trong kinh kỳ có thiên tai, bọn đại thần Tạ Quang Cự 30 người có lời tâu xin, vì thế nhà vua lấy Lệ Chung tấn phong lên tước Quận công. Về phần Lệ Chung sau sinh được 6 con trai là Anh Gia, Anh Vịnh, Anh Dĩ, Anh Nhu, Anh Linh, Anh Nghi cùng 2 con gái; đến năm thứ 18 Tự Đức vì can tội hút thuốc phiện mà bị giáng xuống tước Đình hầu.
Kỳ Ngoại hầu Cường Để (1882 - 1951), nhà cách mạng Việt Nam đầu thế kỉ XX, là cháu chắt trực hệ của Mỹ Đường.